# Тимур
Тамерлан пренасочва насам.  За други значения вижте Тамерлан (пояснение).
Тимур (от чагатайски: Temür през персийско-арабската форма تیمور – Teymūr, означаващо желязо; 8 април 1336 – между 17 и 19 февруари 1405), известен още като Тамерлан или Тимур Ланг (Тимур Куция, тъй като има дефект на лявото стъпало), е владетел в Източна, Южна и Централна Азия през XIV в., основател на династията на Тимуридите, на Тимуридската империя, както и прапрадядо на Бабур, основателя на Моголската империя, просъществувала до 1857 година в Индия. Има значителна роля в историята на Средна, Южна и Западна Азия, както и на Кавказ, Поволжието и Русия.
Тимур е роден в тюрцизираната етническа група барласи, част от владеещите Централна Азия по това време потомци на монголите. Той е изключително противоречива и полемична личност в своето време и остава такава и до днес. Например в Енциклопедия Британика Тимур е считан за тюркски завоевател, докато в индийската историография на Тимур се набляга повече като на водач на тюрките-чагатаи. Стреми се да възстанови Монголската империя, но най-голямата му победа е срещу ислямизираната Златна орда. Чувства се много по-уютно в градска среда, отколкото в степите. Тимур се облича като ислямски воин (гази), но въпреки това войните, които води, имат значителен негативен ефект върху мюсюлмански държави като Османската империя. Освен това той е и известен като покровител на изкуствата, въпреки че неговите войни често водят до големи разрушения.

По време на плячкосването на новозавладения град Халеб Тимур казва на градския кадия (съдия): 
| „ | Аз не съм човек, жаден за кръв; и Господ ми е свидетел, че във всичките ми войни аз никога не съм бил агресорът и че моите врагове винаги са били сътворителите на своето падение. | “ |

## Описание
Както показва отварянето на гробницата Гур Емир (в Самарканд) и последвалото изучаване на погребания скелет от Михаил Герасимов (за който скелет се смята, че принадлежи на Тимур), неговият ръст е 172 cm. Тимур е бил силен, физически развит, като съвременниците му пишат за него: „Ако повечето воини могат да изтеглят тетивата до нивото на ключицата, Тимур я издърпва до ухото си.“ Косата му е светла, както при повечето от съплеменниците му.
Въпреки възрастта на Тимур, когато е погребан (на 69 години), неговият череп, както и скелетът му, не притежават ярко изразени старчески черти. Наличието на големи части от зъбите, ясният релеф на костите, слабото наличие на остеофити, всичко това говори по-скоро за силен и здрав човек, чиято биологична възраст не превишава 50 години. Масивността на здравите кости, силно развития им релеф и плътността им, широчината на плещите, обемът на гръдния кош и относително високият ръст – всичко това дава право да се говори, че Тимур има изключително здраво телосложение. Силната му атлетична мускулатура вероятно се е отличавала донякъде със сухота на формите, дължаща се на живота във военните походи, с трудностите и лишенията, почти постоянното пребиваване на седлото, което едва ли би могло да способства затлъстяване.
Особено отличие на Тимур и войниците му от другите мюсюлмани е било запазването на плитки на косата, според монголския обичай, както се вижда от някои илюстрирани ръкописи в Средна Азия от това време. Междувременно, чрез проучване на древни тюркски статуи и изображения на тюрките от ръкописите от Афрасиаб, изследователите заключават, че те носят плитки още през 5 – 8 век. Отварянето на гробницата и анализа на антрополозите показват, че Тимур няма плитки.
„Косите на Тимур са гъсти, прави, със светлочервен цвят, с оттенъци на тъмнокафяво или рижо.“ „Противно на приетия обичай на бръснене на главата, при смъртта си Тимур има сравнително дълга коса.“ (статията „Портрет на Тамерлан“ от M. Герасимов от книгата „Тамерлан“, издадена в Москва през 1992 г.). Някои историци смятат, че светлият цвят на косата приживе се дължи на боядисването с къна. М. Герасимов в работата си отбелязва: „Дори и предварителното проучване на брадата под бинокулярен микроскоп показва, че рижо-червения ѝ цвят е естествен, а не се дължи на боядисване с къна, както описват историците.“ Тимур носи дълги мустаци. Както е изяснено, съществувало е правило, според което най-висшата военна класа може да носи мустаци, без да ги подстригва, и Тимур, в съответствие с това правило, не подстригва мустаците си над устната, и те висят свободно. „Неголямата гъста брада на Тимур има клиновидна форма. Космите ѝ са твърди, почти прави, дебели, ярко-кафяви (рижи) на цвят, със значително посивяване.“. На костите на левия крак личат големи белези в областта на капачката на коляното, което съответства на даденото му прозвище „хром“.
Съвременникът и пленник на Тимур, Ибн Арабшах, който лично го познава от 1401 г., пише за владеенето му на езици: „Що се отнася до персийския, тюркския и монголския, той ги знае по-добре от всеки друг.“. Изследователят Сват Соучек от университета в Принстън пише за Тимур в монографията си, че „той е тюрк от племето барлас, монголско по име и произход, но на практика по това време тюркско. Родният език на Тимур е тюркският (чагатайски), макар че може би владее до известна степен персийски благодарение на културната среда, в която живее. Той почти със сигурност не знае монголски, въпреки че монголските термини не са все още напълно изчезнали от документите и се срещат върху монетите.“

### Име
Пълното име на Тимур е Тимур ибн Тарагай Барлас (Tīmūr ibn Taraġay Barlas – Тимур, син на Тарагай от барласите) в съответствие с арабската традиция (алам-насаб-нисба). В чагатайския и монголския език (и двата – алтайски езици) Temür или Темир означава желязо.
Тъй като не е чингизид, Тимур формално не може да носи титлата Велик хан, и се именува само емир. Все пак, сродявайки се през 1370 г. с рода на Чингизидите, той приема името Тимур Хурган (Timūr Gurkānī, (تيموﺭ گوركان), Gurkān – иранизиран вариант на монголското күрүген или хүрген, „зет“. Това означава, че Тимур, сродявайки се с хановете чингизиди, може свободно да живее в техните домове.
В различни персийски източници често се среща иранизираното прозвище Тимур-е Ланг (Tīmūr-e Lang, تیمور لنگ) „Тимур Куция“, като вероятно по това време то се разглежда като презрително и унизително. Това име преминава в западните езици (Tamerlan, Tamerlane, Tamburlaine, Timur Lenk) и в руския и българския език, където няма негативен оттенък и се използва често наред с първоначалното Тимур.

## Семейство и наставници
Бащата на Тимур е наричан Тарагай или Тургай, и е военен, дребен земевладелец. Произхожда от монголският род на барласите, по това време вече тюрцизиран и говорещ на чагатайски език. Според някои предположения, бащата на Тимур е бил вожд на племето и потомък на някой си Карачар нойон (крупен феодал-земевладелец през Средновековието), помощник на Чагатай, синът на Чингис хан и далечен родственик на последния.
Тарагай е благочестив мюсюлманин, негов духовен наставник е шейх Шамс ад-дин Кулял. Бащата на Тимур има един брат, когото наричат с тюркското име Балта. Тарагай се жени два пъти: първата му жена е майката на Тимур, Текин-хатун. За нейния произход са съхранени противоречиви сведения. Втората жена на Тарагай е Кадак-хатун, майката на сестрата на Тимур, Ширинбек-ака. Мохамед Тарагай умира през 1361 г. и е погребан в родното място на Тимур – в град Кеш (Шахрисабз). Гробницата му е запазена и до наши дни.
Тимур има две сестри: по-възрастната от него Кутлуг Туркан-ака и по-младата Ширин-бек-ака. Те умират преди смъртта на самия Тимур и са погребани в мавзолеи в комплекса Шахи Зинда в Самарканд. Съгласно източника „Му‘изз ал-ансаб“, Тимур има трима братя: Джуки, Алим шейх и Суюргатмиш.
Тимур има 18 жени, от които любимата му е сестрата на емир Хюсеин – Улджай Туркан-ага. По друга версия, любимата му жена е дъщерята на Казан-хан, Сарай Мулк ханъм. Тя няма деца, но ѝ е поверено възпитанието на някои от синовете и внуците на Тимур. Тя е известна покровителка на науките и изкуствата. По нейна заповед в Самарканд са построени огромно медресе и мавзолей за нейната майка.
През 1355 г. Тимур се жени за дъщерята на емира на джаку-барласите, Турмуш-ага. Ханът на Маверанахър, Казахан, убедил се в достойнствата на Тимур, през същата година му дава за жена внучката си Улджай Туркан-ага. Благодарение на този брак възниква съюзът на Тимур с емир Хюсеин – внук на Казахан.
Освен тези, Тимур има и други известни жени: Тугди, дъщеря на Ак Суфи кунграт, Улус ага от племето Сулдуз, Науруз ага, Бахт султан ага, Бурхан ага, Тавакул-ханъм, Турмиш ага, Джани-бик ага, Чулпан ага и др. Тимур има и 21 наложници.
Пръв духовен наставник на Тимур е наставникът на баща му – суфисткия шейх Шамс ад-дин Кулял. Също така са известни по-късните наставници Зайнуд-дин Абу Бакр Тайбади, хоросански шейх и Шамсудин Фахури. Главен духовен наставник на Тимур е потомъкът на пророк Мохамед, шейх Мир Сеид Береке. Именно той връчва на Тимур символите на властта през 1370 г.: барабан и знаме. Връчвайки тези символи, Мир Сеид Береке предсказва на емира велико бъдеще. Наставникът съпровожда Тимур в големите му походи. През 1391 г. шейхът благославя Тимур преди битката с Тохтамиш. През 1403 г. двамата заедно оплакват неочаквано починалия престолонаследник – Мохамед-Султан. Мир Сеид Береке е погребан в мавзолея Гур Емир, където са положени останките и на самия Тимур. Друг наставник е синът на суфиския шейх Бурхан ад-дин Сагарджи, Абу Саид. По-късно, Тимур заповядва над гробовете им да се построи мавзолея Рухабад.

## Ранен живот
Тимур е роден на 9 април 1336 г. в областта Трансоксиана, в селището Ходжа Илгар, близо до град Кеш, намиращ се в днешен Узбекистан и по-известен днес под името Шахрисабз – в превод означаващо „зеления град“, в семейството на дребен земевладелец от племето Барлас, което се състои от останки от ордите на Чингис хан.
Детството и юношеството на Тимур преминават в планините край Кеш. В юношеството си той обича лова и конните състезания, хвърлянето на копие и стрелбата с лък, има склонност към военни игри. От десетгодишната му възраст наставниците – атабеки, служещи при Тарагай, обучават Тимур на военно изкуство и спортни игри. Тимур израства като човек, едновременно смел и предпазлив. Обладава трезва мисъл и умее да приема най-вярното решение в трудни ситуации. Тези черти на характера му привличат хората край него.
По време на детството на Тимур се разпада Чагатайското ханство в Средна Азия (Чагатайския улус). През 1347 г. емир Казахан убива чингизида Казан-хан, след чиято гибел ханството се разпада на две отделни държави: Маверанахър и Могулистан (Моголистан). В Маверанахър, властта е в ръцете на тюркски емир и владетелите на престола на хановете управляват само номинално. След разпадането на улуса, начело на тюркските емири застава Казахан (1346 – 1358), който не е чингизид, а произлиза от караунасите. Формално на престола е издигнат чингизида Данишмадч-оглан, а след неговото убийство – Баянкул-хан. След смъртта на Казахан, в страната реално управлява синът му, Абдула, но и той е убит и регионът е обхванат от политическа анархия.
През 1348 г. емирите на Могулистан поставят на трона Туглук Тимур, който започва да управлява в Източен Туркестан, областта на Кулджа и Седморечието (Жетису).
Тимур постъпва на служба при владетеля на Кеш – Хаджи Барлас, за който се предполага, че е бил вожд на племето барласи. През 1360 г. Маверанахър е завоюван от Туглук Тимур. Хаджи Барлас избягва в Хорасан, а Тимур започва преговори с хановете и е утвърден за владетел на Кеш, но е принуден да отстъпи след оттеглянето на моголите и връщането на Хаджи Барлас.

## Възход до властта
На следващата година хан Туглук Тимур отново заема страната, а Хаджи Барлас отново избягва в Хорасан, където впоследствие е убит. През 1362 г. Туглук Тимур спешно напуска Маверанахър вследствие на възникнал метеж на група емири в Могулистан, предавайки властта на сина си, Иляс-Ходжа. Тимур вече е утвърден за владетел на Кеш и за един от помощниците на моголския наследник. Иляс-Ходжа-оглан, заедно с емира на Бекчик и други близки емири, започват заговор за отстраняването на Тимур от държавните дела, а при удобен случай – и неговото физическо унищожение. Интригите все повече се засилват и на Тимур се налага да се отдели от моголите и да премине на страната на техния враг – емир Хюсеин (внук на Казахан). По някое време, те преминават в Хорезъм с неголям отряд, където в сражение край Хива претърпяват поражение от управителя на тези земи, Тавакал Конгурот, и с остатъците от отряда са принудени да се оттеглят в пустинята. Впоследствие са взети в плен от владетеля на Махан, Алибек Джаникурбан, в чиито тъмници прекарват 62 дни. Според сведенията на историка Шараф ад-дин Язди, Алибек е имал намерение да продаде Тимур и Хюсеин на ирански търговци, но през тези дни през Махан не преминава нито един керван. Затворниците са спасени от по-големия брат на Алибек, емир Мохамед-бек.
В периода 1361 – 1364 г. Тимур и емир Хюсеин живеят на южния бряг на Амударя в областите Кахмард, Дарагез, Арсиф и Балх и водят война против монголите. По време на схватка в Сеистан, през есента на 1362 г., Тимур се лишава от два пръста на дясната си ръка и е тежко ранен в десния крак, поради което остава куц за цял живот.
През 1364 г. моголите са принудени да напуснат страната сред смъртта на Туглук предната година. Завърнали се обратно в Маверанахър, Тимур и Хюсеин издигат на престола на улуса Кабул шах, от рода на Чагатаите.
На сутринта на 22 май 1365 г. край Чиназ се състои кръвопролитно сражение между армията на Тимур и Хюсеин и моголите под предводителството на хан Иляс-Ходжа, останало в историята с името Битката в калта. Армията на хана превъзхожда тази на двамата. По време на сражението започва толкова силен дъжд, че на воините е трудно даже да гледат напред, а конете затъват в калта. Въпреки това войските на Тимур започват да надделяват на своя фланг, и в решаващия момент той изпраща искане за помощ до Хюсеин, за да разгроми напълно противника. Хюсеин не само не помага, но и отстъпва, което предрешава изхода на битката. Воините на Тимур и Хюсеин са принудени да се оттеглят на другия бряг на река Сърдаря.
Междувременно войските на Иляс-Ходжа са изгонени от Самарканд от народното въстание на сербедарите, което е водено от преподавателя в местното медресе, Мавланазад. В града започва народно управление. Имуществото на богатите слоеве от населението са конфискувани, и те се обръщат към Хюсеин и Тимур за помощ. Те се съгласяват да се противопоставят на сербедарите – докато водят преговори за отвличане на вниманието, през пролетта на 1366 г. войските им смачкват бунта и наказват водачите му, но по заповед на Тимур оставят жив Мавланазад, поради симпатиите на народа към преподавателя.

### Избиране за Велик емир
Хюсеин желае да застане на ханския престол на чагатайския улус, подобно на своя дядо Казахан, по традицията на потомците на Чингис хан. По време на управлението на чингизида Казанхан длъжността на върховния емир е присвоена със сила от дядото на Хюсеин, което става повод за разрив в и без това недобрите отношения между Тимур и Хюсеин.
Тимур има голяма подкрепа от духовенството в лицето на термезките сеиди, самаркандския шейх и Мир Сеид Береке, духовен наставник на Тимур.
Преминавайки от Сали-сарай в Балх, Хюсеин започва да укрепва крепостта. Събрал всички свои сили, Тимур преминава на другия бряг на река Амударя. На влизане в селището Бия го посреща Барак – предводител на Андхудските саинди, който му връчва барабан и знаме като символи на върховната власт. На път към Балх към Тимур се присъединяват Джаку барлас със своите войски и емир Кайхусрав от Хуталан. На другия бряг на реката към него се присъединяват емир Зинда Чашм от Шибирган, хазарийците от Хулм и Бадахшан Мухамадшах. Узнавайки за това, много воини на Хюсеин го изоставят. Преди битката Тимур събира курултай (събрание на водачите), на който за хан е избран Суюргатмиш, от рода на чингизидите.
На 10 април 1370 г. Балх е превзет, а Хюсеин – взет в плен и убит от владетеля на Хуталан, Кайхусрав, по правото на кръвното отмъщение, тъй като Хюсеин е убил неговия брат. Тук се състои нов курултай, в който взимат участие чагатайски бегове и емири, високопоставени сановници на области и тумани, термезшахове. Сред тях са бившите съперници и приятели от детството на Тимур: Баян-сулдус, емирите Улджайту, Кайхусрав, Зинда Чашм, Джаку-барлас и много други. Курултаят избира Тимур за Върховен емир на Туран, възлагайки му отговорността за установяването на дългоочаквания мир, стабилност и ред в страната. Бракът с дъщерята на чингизида Казанхан, пленената вдовица на емир Хюсеин, Сарай Мулк Ханъм, позволява на Тимур да добави към името си почетната титла хураган, тоест „зет“.
На курултая, Тимур приема дарове от всички военачалници на Маверанахър. Подобно на своите предшественици, той не приема ханска титла, а само тази на Велик емир – ханове при неговото управление са потомците на Чингис хан, Суюргатмиш (1370 – 1388 г.) и неговият син Махмуд (1388 – 1402 г.). За столица е избран Самарканд и Тимур започва борба за създаването на централизирана държава.

## Период на експанзия
Тимур прекарва следващите 35 години от живота си в непрекъснати войни и военни експедиции. Той не само успява да заздрави властта си в собственото си владение, като периодично отстранява своите врагове, но успява и да го разшири, като навлиза в територии, принадлежащи на чужди владетели. Завоюваните от Тимур територии стигат на запад и северозапад до Каспийско море, Урал и брега на река Волга, а на юг и югозапад обхващат почти всички провинции на Персия, включително Багдад, Кербала и Северен Ирак.
В състава на армията на Тимур воюват представители на различни племена: барласи, дурбати, нукузи, наймани, кипчаки, булгути, дулати, кияти, джалаири, сулдузи, меркити, ясавури, каучини и др.
Военната организация на войските е устроена както при монголите, по десетична система: десетици, сотни, хиляди, тумени (10 хиляди). Сред органите на властта има отделен везират (министерство) за делата на военнослужещите (сипахи).

### Походи
Въпреки заложената основа на държавата, областите Хорезъм и Шибирган, които влизат в Чагатайския улус, не признават новата власт в лицето на Суюргатмиш-хан и емир Тимур. Неспокойно е в южните и северните краища на държавата, където тя граничи с Бялата орда, често нарушаващи границите и разграбващи селищата. След завладяването от Урусхан на Сигнак и пренасянето на столицата на Бялата орда там, градовете Яси, Сайрам и самата област Маверанахър се оказват в непосредствена опасност.
В същото време владетелят на Моголистан емир Камар ад-дин се стреми да не допусне усилването на държавата на Тимур. Монголските феодали често извършват грабителски набези към Сайрам, Ташкент, Фергана и Туркестан. Особено големи щети нанасят на населението набезите на емир Камар ад-дин през 1370 – 1371 г. и походът през зимата на 1376 г. към градовете Ташкент и Андижан. През същата година емир Камар ад-дин почти завладява Фергана, откъдето в планините успява да избяга наместникът на града, синът на Тимур, Умар Шейх-мирза. Ето защо решаването на проблема с Моголистан се оказва важно за спокойствието на страната.
От 1371 до 1390 г. Тимур провежда седем похода в Моголистан, окончателно разбивайки армията на Камар ад-дин и Анка-тур през 1390 г., по време на последния поход. Макар че войските на Тимур достигат до Иртиш на север, Алакул на изток, Емил и резиденцията на монголските ханове Балиг-Юлдуз, той не успява да завоюва земите на изток от планините на Тангри-таг и Кашгар. Камар ад-дин успява да избяга и впоследствие умира от воднянка.
Един от най-големите противници на Тимур е друг монголски владетел, потомък на Чингис хан, Тохтамиш. След като пристига в двора на Тимур като бежанец, Тохтамиш става едновременно владетел на източен Кипчак и на Златната орда. Тогава започва борба срещу Тимур за Хива и Азербайджан. Въпреки това Тимур помага на Тихтамиш срещу руснаците и през 1382 г. Тохтамиш напада Московското княжество, като подпалва и изгаря Москва.
След смъртта на Абу Саид, владетел на Илханат, през 1335 г. в Персия се създава положение, в което никой няма достатъчно власт, за да застане начело на държавата, т.е. възниква силов вакуум. Затова през 1383 г. Тимур започва военни действия срещу Персия, като до 1385 г. успява да завземе Херат, Хорасан и почти цяла Източна Персия, като до 1387 г. почти цяла Персия е превзета. Инвазията на Тимур в Персия се характеризира с изключителна бруталност. Пример за това е град Исфахан, който се предава на Тимур през 1387 г. Първоначално емирът проявява милост, както прави по принцип с градове, които се предават без съпротива. След като обаче градът въстава срещу суровите данъци, наложени от Тимур, като жителите убиват събирачите на данъци и някои войници на Тимур, той нарежда брутално клане в града. В него загиват около 70 000 души, като свидетел преброил над 28 кули, всяка от които се състояла от около 1500 глави.
В 1398 г. Тимур нахлува в Индия, превзема Делхи, градът е разграбен и опожарен.
Достигайки Мала Азия, разширението на Тимур на запад се сблъсква с разширяващата се на изток държава на османския владетел Баязид I. Двете страни скоро влизат в конфликт, като през лятото на 1400 г. Тимур завзема османското владение Сивас. През следващите месеци той воюва на юг в Сирия и Ирак и Баязид се възползва от това, за да превземе Ерзинджан. През пролетта на 1402 г. Тимур потегля от Карабах към Ерзинджан, превземайки крепостта Кемах. Оттам той се насочва към Ангора, където изчаква основната армия на Баязид, с която влиза в решителна битка на 28 юли 1402 г. Османската армия претърпява тежко поражение, като самият султан Баязид и малолетният му син Мехмед са пленени.
Разгромът на султан Баязид I в Битката при Ангора прекъсва периода на разрастване на османските владения. С подкрепата на Тимур завладените от османците бейлици Гермиян, Сарухан, Айдън, Ментеше и Караман възстановяват самостоятелността си, а предишните им владетели се връщат на власт. Тимур разграбва западните части на Мала Азия, сломявайки съпротивата на Баязидовия син Сюлейман Челеби и други местни турски владетели и прогонвайки от Смирна хоспиталиерите, след което през 1403 г. се оттегля на изток към основните си владения.
През 1404 г. организира поход в Китай. Събира голяма, двестахилядна армия, с която тръгва на поход на 27 ноември 1404 г. През януари 1405 г. е в град Отрар, където се разболява и умира (по думите на историците на – 18 февруари, а според надгробния му паметник на 15-и).
Могъществото на държавата на Тимур се опира на военната мощ и ислямския шериат. Превръща Самарканд в културен и религиозен център.
Считан е за национален герой в Узбекистан. Паметникът му в Ташкент сега се намира на мястото, където в социалистическите години се е издигала статуята на Маркс.

## Принос към изкуствата
Тимур става широко известен като патрон на изкуствата. Много от архитектурата, която поръчва да се изгради, все още се издига в Самарканд, в днешен Узбекистан. Има сведения, че Тимур взема всички талантливи хора на изкуството от завладените територии и ги изпраща в Самарканд, като често им дава широк спектър от артистична свобода да изразят себе си. Той също построява една от най-изящните сгради на гроба на Ахмед Йезеви – влиятелен тюркски светец, проповядващ суфизма сред номадите.
Според легендата Омар Акта – дворцовият тимурски калиграф, преписал Корана, използвайки толкова малки букви, че целият текст се събрал на пръстен с печат. Твърди се, че Омар създал и друг препис на Корана – толкова голям, че била нужна количка, за да се премести. Части от подобен огромен Коран са открити, изписани със златни букви на огромни страници.
Смята се, че Тимур създал и Тамерланския шах – вариант на шатрандж (познат като средновековен шах), игран на голяма дъска с няколко допълнителни фигури и оригинален метод за придвижване на пешките. Новите фигури включват камила, обсадно оръжие, жираф и няколко други. Нововъведения са още и сложната система за замяна и подмяна на фигури, включваща възможността пешките да се превърнат в други фигури, щом достигнат другия край на дъската.
Тимур набляга на кураша и го прави задължителен за своите войници, което оставя значима следа в историята на спорта. Сега курашът е известен интернационален спорт и част от Азиадата.
В Калуня-каля се споменава гюреш, традиционна борба  (на турски: güreş).